# Begraafplaats van De Krebbe
De Begraafplaats van De Krebbe is een gemeentelijk begraafplaats in het Franse gehucht De Krebbe in de gemeente Belle (Noorderdepartement). De begraafplaats ligt aan de Rue de la Serpentine, 220 m ten noorden van de Onze-Lieve-Vrouw Geboortekerk (Église de la Nativité de Notre-Dame). Ze heeft een rechthoekig grondplan en is omgeven door een haag.

## Britse oorlogsgraven
Op de begraafplaats liggen drie Britse militaire graven met gesneuvelden uit de Eerste Wereldoorlog. Ze liggen tussen de burgerlijke graven en zijn van Hugh Henry O'Sullivan, onderluitenant bij het North Staffordshire Regiment en van Joseph Fitzgerald en A. Yapp, soldaten bij het Royal Warwickshire Regiment. Hun graven worden door de Commonwealth War Graves Commission onderhouden en zijn daar geregistreerd onder La Creche Communal Cemetery.